# Quentin Fillon Maillet
Quentin Fillon Maillet (* 16. August 1992 in Champagnole) ist ein französischer Biathlet.
Nach Erfolgen im Juniorenbereich debütierte Fillon Maillet 2013 im Biathlon-Weltcup, wo er 2015 erstmals auf dem Podest stand und 2018 sein erstes Einzelrennen gewann. Zwischen 2016 und 2024 errang er fünf Weltmeistertitel mit Staffeln. Im Winter 2022 wurde Fillon Maillet Doppelolympiasieger im 20-Kilometer-Einzelrennen und in der Verfolgung. Zudem gewann er in der Saison 2021/22 den Gesamtweltcup, nachdem er zuvor dreimal in Folge den dritten Rang in dieser Wertung belegt hatte.

## Sportliche Laufbahn

### Jugend- und Juniorenbereich (bis 2013)
Mit vier Jahren begann Fillon Maillet, der in einer sportbegeisterten Familie in Saint-Laurent-en-Grandvaux nahe der Schweizer Grenze im Jura-Gebirge als ältestes von vier Geschwisterkindern aufwuchs, mit dem Skilaufen, wobei er zunächst von seinem Vater trainiert wurde. Die ersten Biathlon-Wettkämpfe bestritt er 2006, Erfolge im französischen Nachwuchsbereich ermöglichten ihm 2009 die Teilnahme am Europäischen Olympischen Winter-Jugendfestival und zwei Jahre später an der Jugend-Weltmeisterschaft in Nové Město na Moravě. Im Rahmen seines weiteren Aufstiegs debütierte er 2012 im IBU-Cup – der zweithöchsten Wettkampfserie im internationalen Biathlon – und gewann als Staffelläufer bei der Junioren-WM 2013 und den Europameisterschaften im gleichen Jahr erste internationale Medaillen. Als Schlussläufer der französischen Junioren-Staffel trat er bei der WM in Obertilliach direkt gegen den neun Monate jüngeren norwegischen Schlussläufer Johannes Thingnes Bø an, der 14 Sekunden vor ihm ins Ziel kam. Bei beiden Meisterschaften erreichte er auch in Einzelrennen Top-Ten-Resultate, so etwa im Sprint der Junioren-WM, als er beim Sieg des Russen Loginow Rang fünf belegte.

### Erste Erfolge im Weltcup (2013 bis 2018)
Für den Winter 2013/14 wurde Fillon Maillet erstmals in die von Stéphane Bouthiaux und Siegfried Mazet betreute sechsköpfige französische Weltcupgruppe berufen, der auch der amtierende Gesamtweltcupsieger Martin Fourcade angehörte. Fourcade, den Fillon Maillet bei mehreren Gelegenheiten heraushob und als großes Vorbild bezeichnete, dominierte als mit Abstand erfolgreichster Biathlet seines Landes insbesondere die französische Berichterstattung über die Sportart. Später gab Fillon Maillet an, dass es durchaus frustrierend gewesen sei, in Interviews immer wieder nach seinem prominenten Teamkollegen gefragt zu werden und dass manche seiner eigenen guten Rennen angesichts der Ergebnisse Fourcades anfangs wenig Beachtung gefunden hätten. Auf der anderen Seite sei es ein Vorteil gewesen, nicht im Fokus der Medien zu stehen, da er dadurch „[s]einen eigenen Weg“ habe gehen können. Sein Weltcupdebüt gab Fillon Maillet beim Heimweltcup von Annecy im Dezember 2013 als 54. Am Ende seines ersten Weltcupwinters stand für ihn ein zwölfter Rang (beim Sprint von Oslo) als bestes Ergebnis, im Gesamtweltcup war er als 49. der am sechstbesten platzierter Franzose. Als Ersatzmann wurde er zudem für die Olympischen Winterspiele in Sotschi nominiert, erhielt dort aber keinen Einsatz.
In den Folgejahren stieg Fillon Maillet weiter innerhalb des französischen Teams auf: Als Martin Fourcade beim Weltcup von Oberhof im Januar 2015 das Staffelrennen ausließ, um sich auf die Einzelwettkämpfe zu konzentrieren, wurde Fillon Maillet bei seinem ersten Staffeleinsatz als Schlussläufer eingesetzt, lief auf den dritten Rang und stand gemeinsam mit Martins Bruder Simon Fourcade, Jean-Guillaume Béatrix und Simon Desthieux erstmals auf einem Weltcuppodest. Eine Woche später unterlag er als Zweiter im Massenstart von Ruhpolding nach fehlerfreiem Schießen Simon Schempp erst im Schlussspurt und nach Auswertung des Zielfotos um wenige Zentimeter. In der Folge wurde Fillon Maillet zum Stammläufer in der Staffel – mit ihr gewann er bei den Biathlon-Weltmeisterschaften 2015 die Bronzemedaille und 2017 WM-Silber. Als dritter Läufer der Mixed-Staffel wurde er 2016 gemeinsam mit Martin Fourcade, Anaïs Bescond und Marie Dorin-Habert Weltmeister.
Im Weltcup blieb Fillon Maillet zwar weiterhin deutlich von der Konstanz und den Ergebnissen des Seriensiegers Fourcade entfernt, etablierte sich aber in den Wintern von 2015 bis 2018 mit wiederholten Podiumsergebnissen als einer der erfolgreichsten Biathleten Frankreichs. Währenddessen verschoben sich seine Stärken vom Schießen zum Laufen: In der Saison 2015/16 war Fillon Maillet ein nur leicht überdurchschnittlicher Läufer, gehörte aber dafür mit einer Trefferquote von 87 Prozent zu den zehn besten Schützen im Weltcup. Schon eine Saison später zählte er zu den zehn besten Läufern, seine Trefferquote fiel hingegen auf 81 Prozent. Schwache Schießergebnisse prägten auch seine Teilnahme an den Olympischen Spielen von Pyeongchang 2018, für die er im Vorfeld als Medaillenanwärter gehandelt worden war. Im Sprint verfehlte er vier von zehn Scheiben und wurde 48., die Ergebnisse in Verfolgung und Massenstart waren nur unwesentlich besser; in der Staffel wurde er nicht eingesetzt. Fillon Maillet bezeichnete die Spiele von Pyeongchang nach der Saison als „größten Fehlschlag [s]einer Karriere, geprägt von Traurigkeit und Unverständnis“. Später führte der Franzose seine Schwäche im Schießen darauf zurück, dass er die Waffe geringfügig anders gehalten habe als in den Jahren zuvor, dies habe er in der Vorbereitung auf den folgenden Winter korrigiert.

### Etablierung in der Weltspitze (2018 bis 2021)

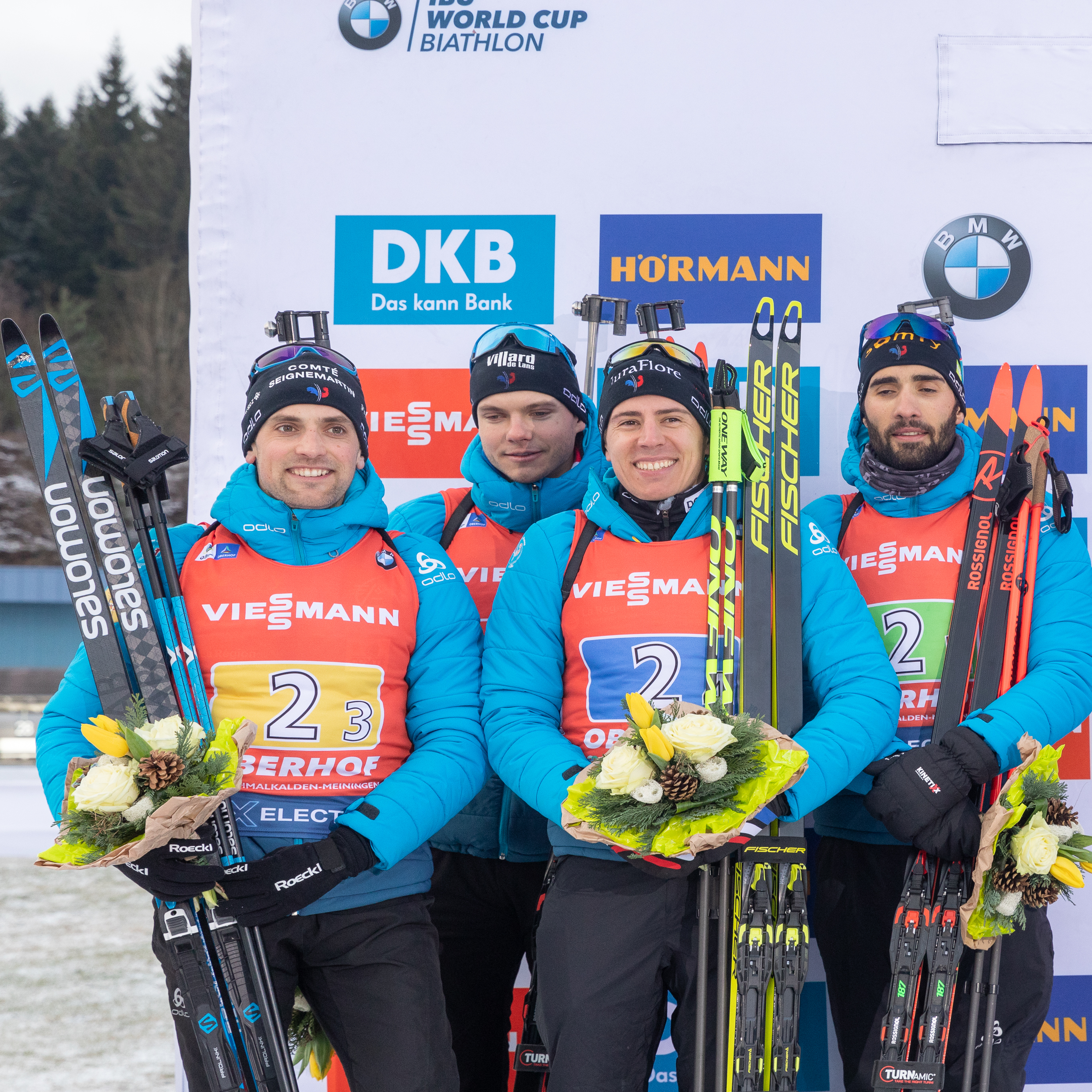
Simon Desthieux, Émilien Jacquelin, Quentin Fillon Maillet und Martin Fourcade (v. l. n. r.) als Zweite der Staffel in Oberhof im Januar 2020

Das Training der französischen Biathlon-Nationalmannschaft der Männer übernahm im Sommer 2018 der frühere Skilanglauf-Weltmeister Vincent Vittoz. Fillon Maillet bezeichnete Vittoz’ Lauftraining als „spezifischer“ als das seines Vorgängers Bouthiaux, was ihm geholfen habe, seine Laufleistung noch weiter zu steigern. Tatsächlich zählte Fillon Maillet ab 2018 in beiden Teildisziplinen – durch die Umstellung der Gewehrhaltung am Schießstand war auch seine Trefferquote wieder auf 87 Prozent gestiegen – zu den besten Athleten des Teilnehmerfeldes: Nach weiteren Podestergebnissen gewann er im Januar 2019 mit dem Massenstart von Antholz sein erstes Einzel-Weltcuprennen. Dabei blieb er dank eines fehlerfreien Wettkampfs 14 Sekunden vor Johannes Thingnes Bø, der den mit Formproblemen kämpfenden Martin Fourcade als Seriensieger abgelöst hatte und vor Fillon Maillets Sieg elf von vierzehn Saisonrennen für sich entschieden hatte. Fillon Maillet, der kurz danach auch bei der Verfolgung in Midway siegte und bei den Weltmeisterschaften in Östersund zwei Bronzemedaillen gewann, steigerte seine Laufleistungen weiter und wurde zu einem der wenigen Athleten, die mit dem insbesondere läuferisch dominierenden Bø mithalten konnten: In der Saison 2019/20 lief Bø um sechs Prozent schnellere Zeiten als der durchschnittliche Biathlet im Teilnehmerfeld, Fillon Maillet übertraf den Durchschnitt um fünf Prozent, Martin Fourcade um vier Prozent. Sowohl 2018/19 als auch 2019/20 belegte Fillon Maillet den dritten Rang in der Weltcupgesamtwertung, die jeweils Bø für sich entschied: zunächst vor dem Russen Alexander Loginow, dann vor dem wiedererstarkten Fourcade.
Neben Fillon Maillet und Martin Fourcade zeigten sich auch die anderen Biathleten im französischen Team im Winter 2019/20 in starker Form. Im Einzelrennen im Dezember 2019 in Östersund nahmen vier Franzosen die ersten vier Plätze ein. Neben Fourcade und Fillon Maillet waren das Émilien Jacquelin und Simon Desthieux, die am Ende des Winters im Gesamtweltcup die Positionen fünf und sechs belegten. Diese vier Läufer gewannen bei den Weltmeisterschaften 2020 die Staffel-Goldmedaille, dabei kam Fillon Maillet die Rolle des Schlussläufers zu, die er seit 2019 regelmäßig bekleidete und die zuvor bei allen Weltmeisterschaften seit 2011 Martin Fourcade innegehabt hatte. Zudem gewann er bei der WM in Antholz zwei Silbermedaillen im Sprint und im Massenstart. Im Sprint lag der mit einer frühen Startnummer ins Rennen gegangene Fillon Maillet mit einem Schießfehler und der schnellsten Laufzeit aller Teilnehmer lange in Führung, bis der fehlerfrei gebliebene Alexander Loginow die Zeit des Franzosen um 6,5 Sekunden unterbot. Aufgrund seiner konstant guten Leistungen im Winter 2019/20 wurde Fillon Maillet in einigen französischen Medien als möglicher neuer „Patron“ im französischen Team gehandelt. Insbesondere nach dem Rücktritt Martin Fourcades am Ende der Saison galt er als einer von mehreren künftigen „Erfolgsgaranten“. Selbst hob Fillon Maillet hervor, es gebe in der Mannschaft keine wirkliche Hierarchie, dies mache die Stärke des Teams aus. Er sei aber bereit, sich den höheren Erwartungen zu stellen.
2020/21 waren Fillon Maillets Leistungen insbesondere in einigen Wettbewerben der ersten Saisonhälfte zu unbeständig, um mit Johannes Thingnes Bø und Sturla Holm Lægreid um den Sieg im Gesamtweltcup zu konkurrieren. Er belegte in dieser Wertung hinter den beiden Norwegern den dritten Rang und entschied während des Winters drei Einzelrennen für sich: eine Verfolgung in Hochfilzen sowie Sprint und Verfolgung in Nové Město. Bei den Weltmeisterschaften 2021 auf der Pokljuka platzierte sich Fillon Maillet in vier Einzelwettkämpfen und in zwei Staffeln unter den besten sechs Athleten, seine einzige Medaille gewann er dabei mit Bronze im Massenstart.

### Erfolg im Gesamtweltcup und Doppelolympiasieg (seit 2021)
Im Winter 2021/22 prägte Fillon Maillet das internationale Wettkampfgeschehen als stärkster Biathlet der Saison: Er entschied acht Rennen im Weltcup für sich und gewann die Gesamtwertung der Serie mit 984 Punkten. Sein Vorsprung auf den zweitplatzierten Sturla Holm Lægreid betrug knapp 250 Punkte. Zudem stand er im Sprint- und Verfolgungsklassement jeweils ebenfalls an erster Stelle. Sowohl im Liegend- als auch im Stehendschießen traf Fillon Maillet über die gesamte Saison gesehen mit etwa 90 % seiner Schüsse, auf der Strecke lief er hinter Johannes Thingnes Bø die schnellsten Zeiten im Weltcupfeld. Bei den Olympischen Winterspielen 2022 in Peking holte Fillon Maillet zwei Gold- und drei Silbermedaillen. Er siegte im 20-Kilometer-Einzelrennen – trotz zwei Strafminuten vor dem ohne Schießfehler gebliebenen Anton Smolski – sowie in der Verfolgung, wo er neben Lukas Hofer als einziger Athlet alle 20 Scheiben traf. Im Sprint wurde Fillon Maillet Zweiter hinter Johannes Thingnes Bø, der ihn auch im Zielsprint der Mixed-Staffel um weniger als eine Sekunde schlug. Die dritte Silbermedaille gewann er mit der französischen Männerstaffel. Allein mit seinen olympischen Erfolgen verdiente Fillon Maillet im Februar 2022 mehr als 200.000 Euro. Bei der Schlussfeier der Winterspiele war er französischer Fahnenträger.
In den beiden Weltcupsaisons 2022/23 und 2023/24 schnitt Fillon Maillet schwächer ab als im olympischen Winter. Er feierte keinen weiteren Einzelsieg und erreichte in der jeweiligen Gesamtwertung die Plätze 8 und 16 mit deutlichem Rückstand auf die führenden Norweger um Johannes Thingnes Bø. Sowohl seine Leistungen im Schießen als auch seine Laufzeiten ließen nach. Fillon Maillet sprach 2023 rückblickend davon, dass er mit regelmäßigen Top-Ten-Ergebnissen zumindest ein Minimalniveau gehalten habe. Ihm habe aber die Energie gefehlt, um an die Erfolge des Vorwinters anzuknüpfen. Der Sportdirektor des Teams Stéphane Bouthiaux kritisierte Fillon Maillets Saisonvorbereitung: Er sei nach dem erschöpfenden olympischen Winter zu früh wieder ins Training eingestiegen und habe sich – auch wegen des erhöhten öffentlichen Interesses und kleinerer gesundheitlicher Probleme – nicht vollkommen erholt. In einem Interview 2024 machte Fillon Maillet mangelndes Selbstvertrauen als wesentliche Schwachstelle aus und erklärte damit insbesondere seine Probleme beim ersten Liegendschießen, wo die Anspannung am größten sei. Bei den Weltmeisterschaften 2023 in Oberhof gewann er jeweils als Schlussläufer die Bronzemedaille mit der Mixed-Staffel und die Goldmedaille mit der Männerstaffel. Ein Jahr später wurde Fillon Maillet in Nové Město mit der Mixed-Staffel und mit der Single-Mixed-Staffel Weltmeister, zudem gewann er Bronze im Massenstart und mit der Männerstaffel.

## Persönliches
Fillon Maillet entdeckte in der Werkstatt seines in der Metallverarbeitung beschäftigten Vaters das Handwerk als Leidenschaft. Später besuchte er eine Schule für Produktdesign und begann anschließend damit, die Schäfte seiner Sportwaffe selbst zu entwerfen und zu bauen.
Während des Winters 2017/18 erkrankte Fillon Maillets Freundin an Krebs. Er machte dies während der Olympischen Spiele in Pyeongchang öffentlich und widmete ihr den ersten Podestplatz, den er im Anschluss an Olympia am 8. März 2018 in Kontiolahti erreichte. Später erklärte er, der erfolgreiche Kampf seiner Freundin habe ihn mental gestärkt und „unglaublich inspiriert“. Sein ebenfalls 2018 an Krebs erkrankter Schwiegervater starb an der Krankheit.
Im Rahmen der Olympischen Winterspiele 2022 charakterisierte ein Artikel der Süddeutschen Zeitung Fillon Maillet als „ausgesprochen höfliche[n] Mensch[en]“ und zitierte ihn, seine Eltern hätten ihm bodenständige Werte vermittelt. Er wolle „dieselbe Person bleiben, die in einem kleinen Dorf […] aufgewachsen ist“.
Fillon Maillet ist Botschafter des Vereins Athletes for Ukraine.

## Statistiken

### Weltcupsiege
| Nr. | Datum         | Ort              | Disziplin            |
| --- | ------------- | ---------------- | -------------------- |
| 1.  | 27. Jan. 2019 | Antholz          | Massenstart (15 km)  |
| 2.  | 16. Feb. 2019 | Soldier Hollow   | Verfolgung (12,5 km) |
| 3.  | 26. Jan. 2020 | Pokljuka         | Massenstart (15 km)  |
| 4.  | 12. Dez. 2020 | Hochfilzen       | Verfolgung (12,5 km) |
| 5.  | 11. März 2021 | Nové Město       | Sprint (10 km)       |
| 6.  | 13. März 2021 | Nové Město       | Verfolgung (12,5 km) |
| 7.  | 11. Dez. 2021 | Hochfilzen       | Verfolgung (12,5 km) |
| 8.  | 18. Dez. 2021 | Le Grand-Bornand | Verfolgung (12,5 km) |
| 9.  | 9. Jan. 2022  | Oberhof          | Verfolgung (12,5 km) |
| 10. | 13. Jan. 2022 | Ruhpolding       | Sprint (10 km)       |
| 11. | 16. Jan. 2022 | Ruhpolding       | Verfolgung (12,5 km) |
| 12. | 5. März 2022  | Kontiolahti      | Sprint (10 km)       |
| 13. | 6. März 2022  | Kontiolahti      | Verfolgung (12,5 km) |
| 14. | 10. März 2022 | Otepää           | Sprint (10 km)       |
| 15. | 10. Jan. 2025 | Oberhof          | Sprint (10 km)       |

| Nr. | Datum         | Ort            | Disziplin                        |
| --- | ------------- | -------------- | -------------------------------- |
| 1.  | 3. März 2016  | Oslo (WM)      | Mixed-Staffel (2×7,5 + 2×6 km) 1 |
| 2.  | 11. Dez. 2016 | Pokljuka       | Staffel (4×7,5 km) 2             |
| 3.  | 12. März 2017 | Kontiolahti    | Mixed-Staffel (2×6 + 2×7,5 km) 3 |
| 4.  | 17. Feb. 2019 | Soldier Hollow | Mixed-Staffel (2×7,5 + 2×6 km) 4 |
| 5.  | 18. Jan. 2020 | Ruhpolding     | Staffel (4×7,5 km) 5             |
| 6.  | 25. Jan. 2020 | Pokljuka       | Mixed-Staffel (4×7,5 km) 6       |
| 7.  | 22. Feb. 2020 | Antholz (WM)   | Staffel (4×7,5 km) 5             |
| 8.  | 15. Jan. 2021 | Oberhof        | Staffel (4×7,5 km) 7             |
| 9.  | 23. Jan. 2021 | Antholz        | Staffel (4×7,5 km) 8             |
| 10. | 8. Jan. 2023  | Pokljuka       | Mixed-Staffel (4×7,5 km) 9       |
| 11. | 25. Nov. 2023 | Östersund      | Mixed-Staffel (4×6 km) 10        |
| 12. | 3. März 2024  | Oslo           | Mixed-Staffel (4×6 km) 11        |
| 13. | 1. Dez. 2024  | Kontiolahti    | Staffel (4×7,5 km) 12            |
| 14. | 15. Dez. 2024 | Hochfilzen     | Staffel (4×7,5 km) 12            |
| 15. | 17. Jan. 2025 | Ruhpolding     | Staffel (4×7,5 km) 13            |
| 16. | 25. Jan. 2025 | Antholz        | Staffel (4×7,5 km) 12            |
| 17. | 9. März 2025  | Nové Město     | Staffel (4×7,5 km) 14            |

### Weltcupplatzierungen
Die Tabelle zeigt alle Platzierungen (je nach Austragungsjahr einschließlich Olympische Spiele und Weltmeisterschaften).
- 1.–3. Platz: Anzahl der Podiumsplatzierungen
- Top 10: Anzahl der Platzierungen unter den ersten zehn (einschließlich Podium)
- Punkteränge: Anzahl der Platzierungen innerhalb der Punkteränge (einschließlich Podium und Top 10)
- Starts: Anzahl gelaufener Rennen in der jeweiligen Disziplin
- Staffel: inklusive Mixed- und Single-Mixed-Staffeln

| Platzierung                    | Einzel | Sprint | Verfolgung | Massenstart | Staffel | Gesamt |
| ------------------------------ | ------ | ------ | ---------- | ----------- | ------- | ------ |
| 1. Platz                       |        | 5      | 8          | 2           | 17      | 32     |
| 2. Platz                       | 1      | 5      | 7          | 9           | 16      | 38     |
| 3. Platz                       | 2      | 5      | 6          | 3           | 12      | 28     |
| Top 10                         | 13     | 42     | 41         | 31          | 72      | 199    |
| Punkteränge                    | 28     | 87     | 72         | 50          | 73      | 310    |
| Starts                         | 31     | 100    | 79         | 51          | 73      | 334    |
| Stand: nach der Saison 2024/25 |        |        |            |             |         |        |

### Weltcupwertungen
Ergebnisse bei Biathlon-Weltcups (Disziplinen- und Gesamtweltcup) gemäß Punktesystem
| Saison  | Einzel | Einzel | Sprint | Sprint | Verfolgung | Verfolgung | Massenstart | Massenstart | Gesamt | Gesamt |
| Saison  | Punkte | Platz  | Punkte | Platz  | Punkte     | Platz      | Punkte      | Platz       | Punkte | Platz  |
| ------- | ------ | ------ | ------ | ------ | ---------- | ---------- | ----------- | ----------- | ------ | ------ |
| 2013/14 | –      | –      | 43     | 49.    | 49         | 47.        | 15          | 38.         | 107    | 49.    |
| 2014/15 | 58     | 18.    | 136    | 26.    | 86         | 30.        | 128         | 11.         | 408    | 23.    |
| 2015/16 | 78     | 10.    | 165    | 17.    | 175        | 14.        | 162         | 2.          | 580    | 12.    |
| 2016/17 | 63     | 16.    | 128    | 25.    | 143        | 26.        | 132         | 11.         | 466    | 20.    |
| 2017/18 | 75     | 3.     | 168    | 16.    | 136        | 17.        | 139         | 10.         | 518    | 10.    |
| 2018/19 | 54     | 18.    | 267    | 7.     | 315        | 2.         | 218         | 3.          | 843    | 3.     |
| 2019/20 | 120    | 3.     | 324    | 2.     | 230        | 3.         | 216         | 2.          | 843    | 3.     |
| 2020/21 | 91     | 4.     | 302    | 6.     | 266        | 4.         | 165         | 3.          | 930    | 3.     |
| 2021/22 | 55     | 8.     | 402    | 1.     | 379        | 1.         | 178         | 2.          | 984    | 1.     |
| 2022/23 | 58     | 20.    | 213    | 8.     | 295        | 3.         | 105         | 11.         | 671    | 8.     |
| 2023/24 | 40     | 24.    | 151    | 16.    | 179        | 14.        | 136         | 7.          | 506    | 16.    |
| 2024/25 | 112    | 4.     | 232    | 9.     | 250        | 6.         | 268         | 3.          | 862    | 5.     |

### Olympische Winterspiele
Ergebnisse bei Olympischen Winterspielen:
|                                             | Einzelwettbewerbe | Einzelwettbewerbe | Einzelwettbewerbe | Einzelwettbewerbe | Staffelwettbewerbe | Staffelwettbewerbe |
| Sprint                                      | Verfolgung        | Einzel            | Massenstart       | Herrenstaffel     | Mixedstaffel       |                    |
| ------------------------------------------- | ----------------- | ----------------- | ----------------- | ----------------- | ------------------ | ------------------ |
| Olympische Winterspiele 2018 \| Pyeongchang | 48.               | 44.               | –                 | 29.               | –                  | –                  |
| Olympische Winterspiele 2022 \| Peking      | 2.                | 1.                | 1.                | 4.                | 2.                 | 2.                 |

### Weltmeisterschaften
Ergebnisse bei den Weltmeisterschaften:
| Weltmeisterschaften | Weltmeisterschaften | Einzel | Sprint | Verfolgung | Massenstart | Staffel | Mixedstaffel | Single-Mixedstaffel |
| Jahr                | Ort                 | Einzel | Sprint | Verfolgung | Massenstart | Staffel | Mixedstaffel | Single-Mixedstaffel |
| ------------------- | ------------------- | ------ | ------ | ---------- | ----------- | ------- | ------------ | ------------------- |
| 2015                | Kontiolahti         | 79.    | 38.    | 46.        | –           | 3.      | –            |                     |
| 2016                | Oslo                | 19.    | 16.    | 10.        | 20.         | 9.      | 1.           |                     |
| 2017                | Hochfilzen          | 17.    | 43.    | 22.        | 15.         | 2.      | 2.           |                     |
| 2019                | Östersund           | 12.    | 3.     | 3.         | 5.          | 6.      | –            | –                   |
| 2020                | Antholz             | 7.     | 2.     | 7.         | 2.          | 1.      | 7.           | –                   |
| 2021                | Pokljuka            | 4.     | 6.     | 4.         | 3.          | 4.      | 5.           | –                   |
| 2023                | Oberhof             | 4.     | 9.     | 12.        | 6.          | 1.      | 3.           | –                   |
| 2024                | Nové Město          | 6.     | 8.     | 11.        | 3.          | 3.      | 1.           | 1.                  |
| 2025                | Lenzerheide         | 3.     | 3.     | 6.         | 19.         | 2.      | –            | 1.                  |

### Juniorenweltmeisterschaften
Ergebnisse bei den Juniorenweltmeisterschaften:
| Weltmeisterschaften | Weltmeisterschaften | Einzel | Sprint | Verfolgung | Staffel |
| Jahr                | Ort                 | Einzel | Sprint | Verfolgung | Staffel |
| ------------------- | ------------------- | ------ | ------ | ---------- | ------- |
| 2011                | Nové Město          | 67.    | 20.    | 11.        | 8.      |
| 2013                | Obertilliach        | 11.    | 5.     | 4.         | 2.      |